# 니콘
니콘(일본어: 株式会社ニコン Kabushiki-gaisha Nikon[*], 영어: Nikon Corporation, 문화어: 니꽁)은 광학과 영상에 특화된, 니콘 그룹에 속한 일본 기업이다. 또한 니콘 그룹은 미쓰비시 그룹 계열사이다. 주요 제품으로는 카메라, 렌즈, 쌍안경, 현미경, 계측기, 반도체 노광 장비 등이 있다. 니콘은 한때 촬상 소자용 반도체 제조 공정 생산 수율에서 세계 2위의 제조업체였다.
니콘의 사명을 발음하는 데 논란의 여지가 있는데, 니콘의 일본어 발음은 /nikoɴ/이나 영어에서는 종종 /ˈnaɪkɒn/과 /ˈnɪkɒn/으로도 발음한다.

## 역사

### 2차대전 이전
일본광학은 1917년 7월 25일에 3명의 창업자에 의해 설립되었다. 창립후 6년간은 기본적인 광학 렌즈들과, 카메라용 주변기기, 쌍안경, 현미경 등을 생산하였다. 이때 만든것이 라이카용 Nikkor 렌즈로, 50mm 및 70mm 렌즈를 주로 생산하였다. 1937년 8월에 들어서 Nikko 라는 이름으로 50mm F4.5, 3.5 그리고 Nikkor F2.0 렌즈들을 출시했다. 해당 렌즈들은 비슷한 해에 생산된 캐논의 첫 35mm 카메라용으로 납품되었고, 1947년 중반까지 이를 생산하였다.
1930년대에 들어서 제2차 세계 대전이 발발했을 때, 일본은 여전히 자사의 카메라 및 렌즈를 만들고 있었다. 그러나 이 직후 정부 명령에 의해 일본군 최대의 광학기기 납품업체로 변모하게 되며, 전쟁 말기에는 총 23,000명의 노동자가 군수물자를 위한 쌍안경, 렌즈, 폭탄 지시계창, 조준경 등을 만들어서 납품했다.

### 전후
전쟁이 끝난 이후, 1948년 일본광학은 전쟁 군수물자의 생산을 포기하고, 사명을 니콘으로 개명, 하나의 공장만을 가지고 새롭게 사업을 시작한다. 니콘 렌즈들은 미국의 대중 사진가인 데이비드 더글라스 덩컨에 의해 유럽 시장에 널리 알려지게 되었다. 덩컨은 도쿄에 머무르며, 한국전쟁이 발발하고 그러한 종군 사진들을 남김으로써 니콘렌즈의 존재성을 각인 시켰다. 이때 덩컨이 사용한 카메라는 라이카에 니콘 렌즈를 사용함으로써 여전히 니콘이 서드파티로서의 입지를 벗어나지 못하게 된 계기가 되기도 했다.

### 필름 카메라 시대

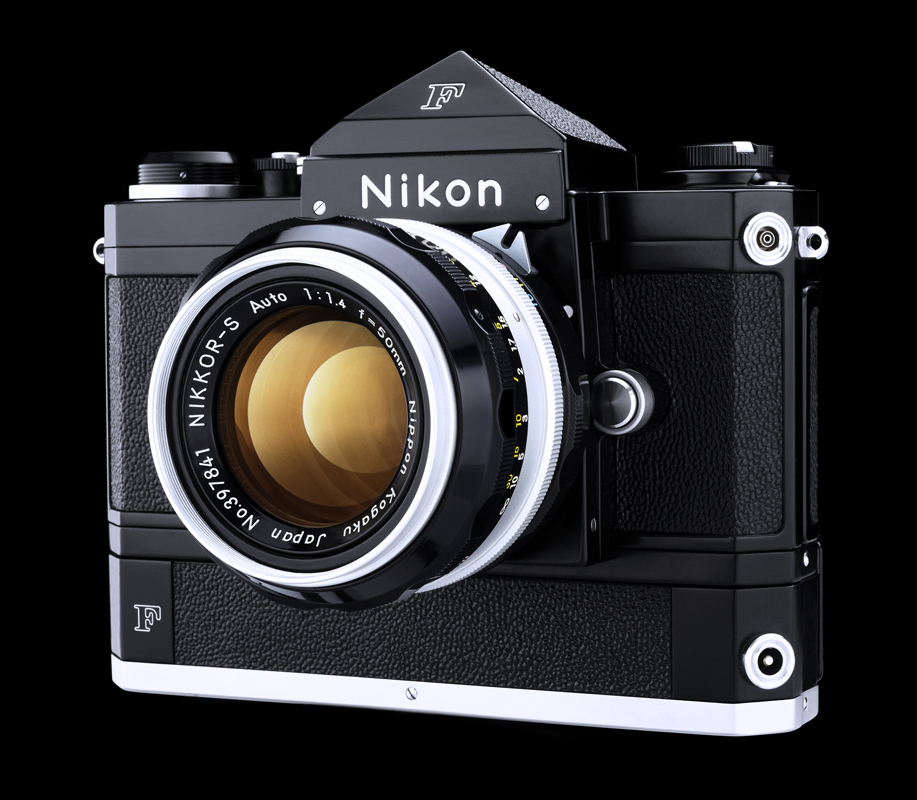
Nikon F Motor Black Camera

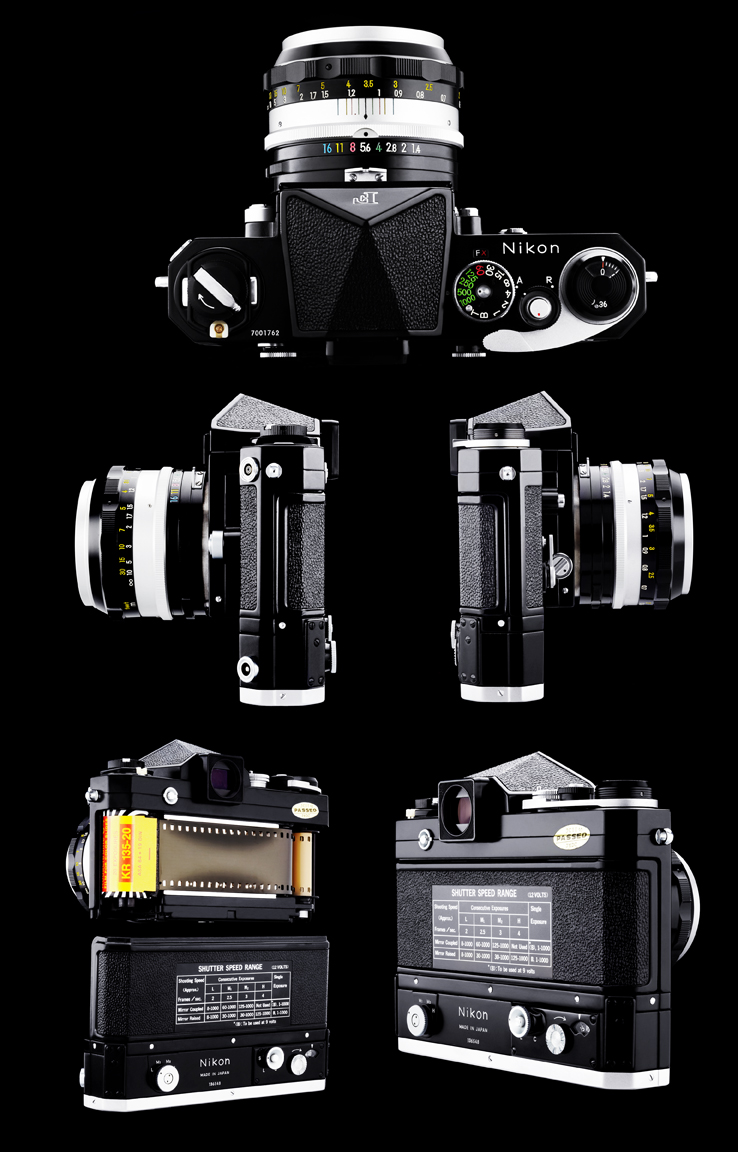
Nikon F Black Motor Camera 50mm

1950년대에서 60년대 사이에는 라이카와 칼자이스를 중심으로 한 레인지파인더 카메라가 주류를 이뤘다. 니콘 역시 칼자이스의 Contax RF 마운트를 기반에 둔 Nikon S 라는 카메라를 출시하였으나, 레인지 파인더 카메라로써의 경쟁에서 이길 수 없다고 판단하여 새로운 방식의 카메라 사업에 관심을 가지게 된다. 그 결과 니콘은 Nikon F 라는 TTL 방식의 SLR 카메라를 개발하는데 성공하고, 1959년에 이르러 이 SLR 라인업을 공개하게 된다. 이후 30여년간 니콘 F 시리즈는 세계에서 가장 성공한 전문 사진가를 위한 SLR로 자리잡았으며, 미국 NASA에서도 사용하게 될 만큼 전성기를 누리게 된다.
니콘은 전문가용 SLR 카메라를 생산하는데 주력하였으며, 렌즈 교환, 뷰파인더 교환, 모터 드라이브, 그리고 데이터백 교환이 가능한 모듈러 카메라 시스템을 구축했다. 카메라 기기적 측면에서는 렌즈와 카메라간의 노출 정보 호환,기존의 소모성 전구 스트로보 대신 전자식 스트로보의 개발, 전자식 제어 셔터, 멀티 노출 'Matrix' 메터링 시스템, 빌트 인 모터 필름 장치 등을 개발하였다. 그러나 니콘의 자동 초점 SLR 카메라는 미놀타에 이어 1980년대 후반이 되어서야 출시하게 되었다.
니콘의 첫 AF 카메라인 F3AF는, 매우 느리고 둔탁하였다. 이는 F 마운트가 원래 자동 초점을 염두에 두고 만든 시스템이 아니었기 때문이었다. 후발주자였던 캐논은 이러한 문제에 대해 발빠르게 대응하여 전자식 마운트인 EF 마운트로 교체하여 해결하였고, 훨씬 뛰어난 오토 포커스 성능과 프로 규격 대응의 조리개 컨트롤 시스템을 탑재하여 좋은 시장 반응을 이끌어내었고, 결국 1990년대에 들어서 전문가용 카메라 시장의 선도를 넘겨주게 된다. 이러한 SLR 시장 분위기는 현재까지 이어져오고 있다.

### 디지털 카메라 시대
니콘의 첫 DSLR은 1991년 디스커버리호에 사용할 목적으로 NASA에 납품한 NASA F4 및 DA-20 액션 파인더, 전자식 구동장치 및 렌즈였다. 1990년대 코닥이 디지털 전용 바디를 개발하는 파트너십을 맺기 전까지, 니콘은 필름 바디에 디지털백을 연결하는 방식의 카메라를 생산하였다. 지금 형태의 바디 센서 일체형 디지털 카메라가 출시된 것은 1999년 니콘 D1이 출시되면서 시작되었다. 니콘 D1은 APS-C센서를 탑재하였고(훗날 이 기종의 이름을 따 DX 포맷이라고 명명됨), 민간 시장이 구매할 만큼 충분한 가격으로 책정된 세계 최초의 전문가용 DSLR이었다. 이 카메라는 신속하게 필름 SLR 카메라를 시장에서 몰아내기 시작했다. 니콘은 2000년대 초에 들어 일반 소비자용 콤팩트 디지털 카메라인 Coolpix를 공개하였으고, 2000년대 중반에 들어서는 전문가 및 일반 사용자를 위한 DSLR 라인업을 구축하기 시작했다. 그러나 이미 캐논이 1990년대부터 SLR 시장을 선점하기 시작했기 때문에, 니콘은 후발 주자로써 시장의 입지를 구축해 나갔다.
2007년에 들어, 니콘은 자사 최초의 풀프레임 전문가용 카메라인 니콘 D3를 공개하였고, 몇개월 지나지 않아 중급 사용자용 풀프레임 카메라인 니콘 D700을 출시한다. 니콘은 이 기종들을 통해 전문가 및 아마추어 사진가 시장에 새로운 활력을 불어넣었으며 시장 점유율을 조금씩 넓혀나가기 시작했다. 특히 해당 기종들이 캐논에게서 점유율을 가져올 수 있었던 것은 경쟁사의 기종들과 비교해서 월등한 속도, 알고리즘, 고감도 저노이즈 성능을 보여주었기 때문이다. 2008년 출시된 니콘 D90은 세계 최초의 영상 기록이 가능한 DSLR 이었다. 이를 통해 니콘은 D3에 영상 기록 기능을 추가한 니콘 D3s를 출시했으며, 이후 니콘 D7000, 니콘 D5100, 니콘 D3100, 니콘 D3200 등의 기종들을 출시하며 캐논과 함께 DSLR 시장 점유율을 양분화해오고 있다.

### 번외
니콘의 전략은 카메라에만 있는 것이 아니라, 사진 주변기기에 역시 연관이 돼있다. 1980년대부터 니콘은 스텝 앤 리피트 방식의 사진 인쇄기인 NSR-1010G를 선보였고, 이후 사진 스캐너 및 인쇄기 역시 중점적으로 투자를 하기 시작한다. 니콘은 이러한 영향을 받아 현재에도 각종 산업용, 의료용 장비 생산을 하고 있다
오늘날, 니콘은 사진 업계 및 주변기기에서 막대한 영향력을 행사하고 있으며, 주요 촬상 소자용 반도체 제조기업으로도 영향력을 행사하였다. 니콘은 또한 사진에 관련된 연구와 발전을 위한 Nikon Research Corporation of America를 설립하는 등, 사진의 이론적 기틀에도 영향을 미치고 있다.

## 카메라

### 디지털 컴팩트 카메라
- 니콘 쿨픽스 시리즈

### DSLR 카메라
플래그십 - FX 풀프레임 센서
- 니콘 D3
- 니콘 D3X
- 니콘 D3s
- 니콘 D4
- 니콘 D4s
- 니콘 D5
- 니콘 D6

플래그십 - DX 센서, 고 해상도
- 니콘 D1
- 니콘 D1X
- 니콘 D2X
- 니콘 D2Xs

플래그십 - DX 센서, 고속 연사용
- 니콘 D1H
- 니콘 D2H
- 니콘 D2Hs

하이 아마추어 - FX 풀프레임 센서
- 니콘 D700
- 니콘 D800/D800E/D810/D850
- 니콘 D600/D610/D750/D780
- 니콘 Df

하이 아마추어 - DX 센서
- 니콘 D100
- 니콘 D200
- 니콘 D300
- 니콘 D300s
- 니콘 D500

준중급형 보급기 - DX 센서
- 니콘 D70
- 니콘 D70s
- 니콘 D80
- 니콘 D90
- 니콘 D7000
- 니콘 D7100
- 니콘 D7200
- 니콘 D7500

보급기 - DX 센서
- 니콘 D50
- 니콘 D40x
- 니콘 D60
- 니콘 D5000
- 니콘 D5100
- 니콘 D5200
- 니콘 D5300
- 니콘 D5500
- 니콘 D5600

입문자용 보급기 - DX 센서
- 니콘 D40
- 니콘 D3000
- 니콘 D3100
- 니콘 D3200
- 니콘 D3300

### 미러리스 렌즈 교환식 카메라
니콘 1 시리즈 - CX 센서
- 니콘 1 V1
- 니콘 1 J1
- 니콘 1 J2
- 니콘 1 V2
- 니콘 1 S1
- 니콘 1 J3
- 니콘 1 J4
- 니콘 1 V3
- 니콘 1 AW1
- 니콘 1 J5

니콘 Z 시리즈 - FX 및 DX 센서
- 니콘 Z9
- 니콘 Z8
- 니콘 Z7
- 니콘 Z7II
- 니콘 Z6
- 니콘 Z6II
- 니콘 Z6III
- 니콘 Z5
- 니콘 Z5II
- 니콘 Zf
- 니콘 Z50
- 니콘 Z50II
- 니콘 Z30
- 니콘 Zfc

## 같이 보기
- 니콘 F 마운트